# Drapage
Drapage (frz. drapé: Faltenwurf; draper: sich in einen Umhang hüllen) ist eine kreative Technik zur Entwicklung von Kleidungsstücken.
Das Kleidungsstück wird im Nesseltuch (rohe Baumwollqualität) an einer Schneiderbüste durch Manipulieren des Stoffes (Schneiden, Stecken, Verdrehen) entwickelt. Der direkte Bezug zum menschlichen Körper erleichtert das Finden der richtigen Proportion, einer interessanten Linienführung sowie das Bestimmen der zu entwickelnden Silhouette.
Drapage wird sowohl zur technischen Umsetzung der Modeentwürfe oder Modeskizzen wie auch zur Ideensuche benutzt. Bei der technischen Umsetzung geht es um das Realisieren eines bereits entworfenen Kleidungsstückes. Der Modellmacher modelliert das gezeichnete Kleidungsstück an der Büste und entwickelt sowie optimiert auf diesem Wege das Schnittmuster dafür.
Bei der Ideensuche steht die kreative Auseinandersetzung mit dem Stoff und den Formen des menschlichen Körpers im Vordergrund. Der Modedesigner experimentiert mit dem Material an der Büste, durch ständiges Verändern und Beobachten versucht er, eine individuelle Formensprache für seine Silhouette zu finden. Madeleine Vionnet und Alix Gres sind die bekanntesten Modeschöpfer, die ausschließlich durch Drapage ihre Kleider entworfen und realisiert haben.